# Carnyx

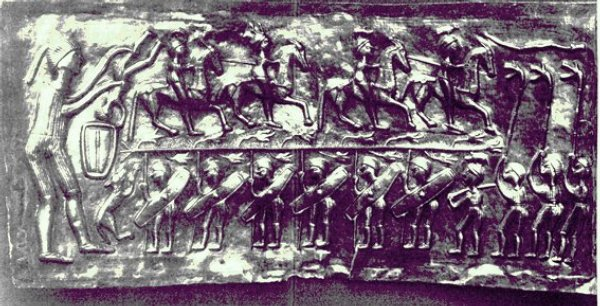
Drie carnyxspelers staan afgebeeld op plaat E van de Ketel van Gundestrup

Een carnyx is een koperen blaasinstrument dat tijdens de IJzertijd werd gebruikt door onder meer de Kelten en de Daciërs. Het instrument lijkt op een lange trompet, met een beker in de vorm van een dierenkop, vaak een wild zwijn. Het werd onder andere gebruikt bij oorlogsvoering, waarschijnlijk om de troepen op te hitsen voor de strijd en om de tegenstander te intimideren. De carnyx werd in verticale positie bespeeld, waardoor de tonen over de hoofden van de troepen of deelnemers bij ceremonies konden klinken. Archeologische vondsten bevestigen het gebruik van de carnyx tussen ca. 300 voor Chr. tot 200 na Chr.

## Archeologische vondsten
De naam van het instrument is bekend uit oude geschriften. Zo staat er een vermelding in het verslag van de Keltische aanval op Delphi in 279 voor Chr. Ook komt het instrument voor in teksten over de veldtocht van Julius Caesar in Gallië en de invasie van Groot-Brittannië door Claudius. De bekendste afbeelding van een carnyx is die op de Ketel van Gundestrup, maar er zijn ook munten teruggevonden waarop het instrument is weergegeven.
In 1816 werd op de kusten van de Moray Firth-inham in Aberdeenshire, Schotland, een goed bewaard gebleven exemplaar teruggevonden dat de Deskford Carnyx werd genoemd. Tot 2004 werden nog vier andere carnyxen gevonden. In november 2004 ontdekten archeologen in Tintignac (in het Franse Corrèze) echter vijf exemplaren in goede staat, tussen funderingen van een Gallisch-Romeinse tempel uit de eerste eeuw v. Chr. Vier van die instrumenten hadden monden in de vorm van wilde zwijnen, de vijfde leek op een slang.
Naast de Kelten gebruikten onder meer de Daciërs de carnyx. Op de Zuil van Trajanus staan verschillende exemplaren afgebeeld in de Dacische Oorlogen door de Romeinen waren buitgemaakt. Waarschijnlijk was het instrument in de IJzertijd in heel Europa in gebruik. De Grieken kenden het instrument eveneens als carnyx (κάρνυξ) en de lituus was een Romeins equivalent. Afbeeldingen van Carnyx-spelers op ornamenten van de 'Grote Stoepa' in Sanchi, geven aan dat het instrument ook daar bekend was, waarschijnlijk via reizende Keltische huurlingen of andere groepen.

## Moderne reconstructies
In de jaren negentig maakte een team van experts, met financiële steun van de Glenfiddich Living Scotland award en de Nationale Musea van Schotland, een reconstructie van de Deskford Carnyx. Het team bestond uit musicoloog John Purser, archeoloog Fraser Hunter, zilversmid John Creed en trombonespeler John Kenny. In april 1993 bespeelde John Kenny de moderne reconstructie van het instrument voor het eerst. Sindsdien zijn er talrijke composities voor de moderne carnyx geschreven, heeft Kenny lezingen en concerten gegeven en is het instrument te horen op een verschillende cd's.

## Afbeeldingen

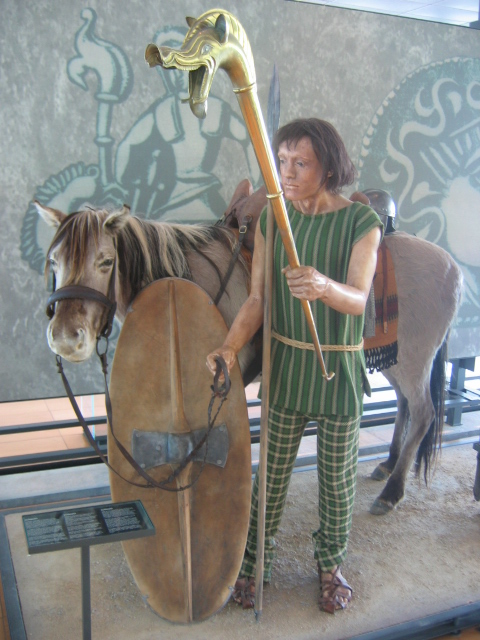
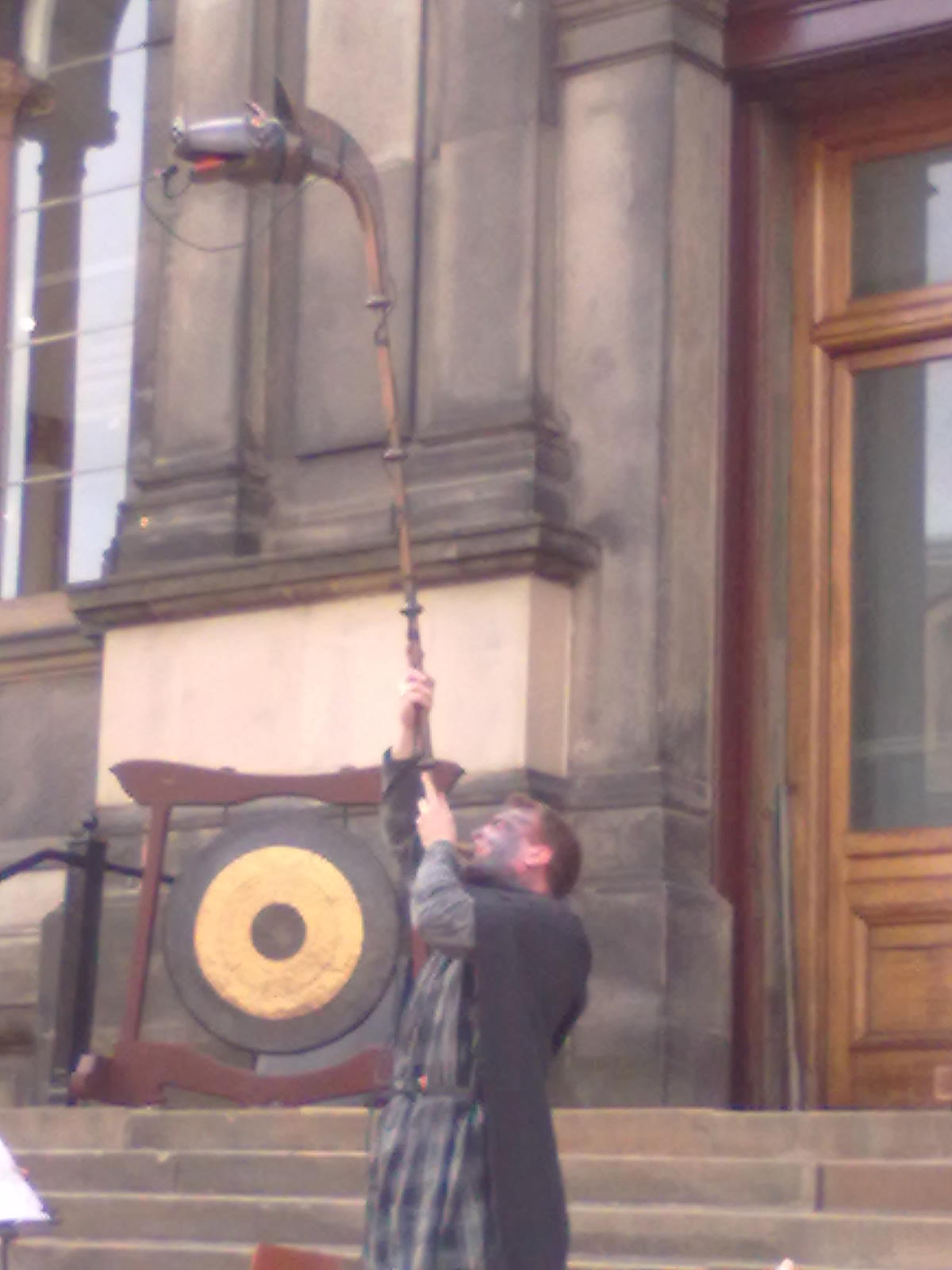
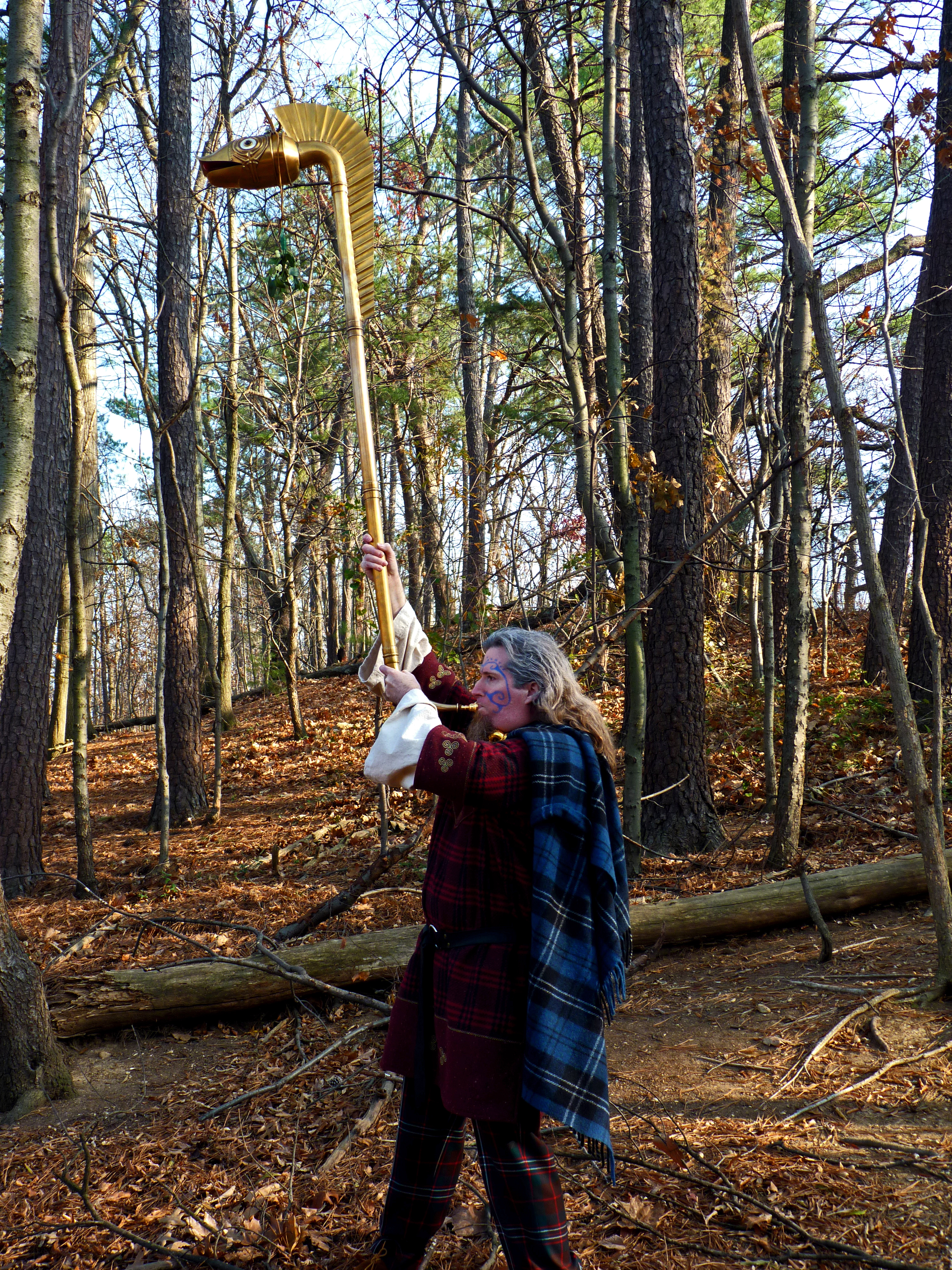
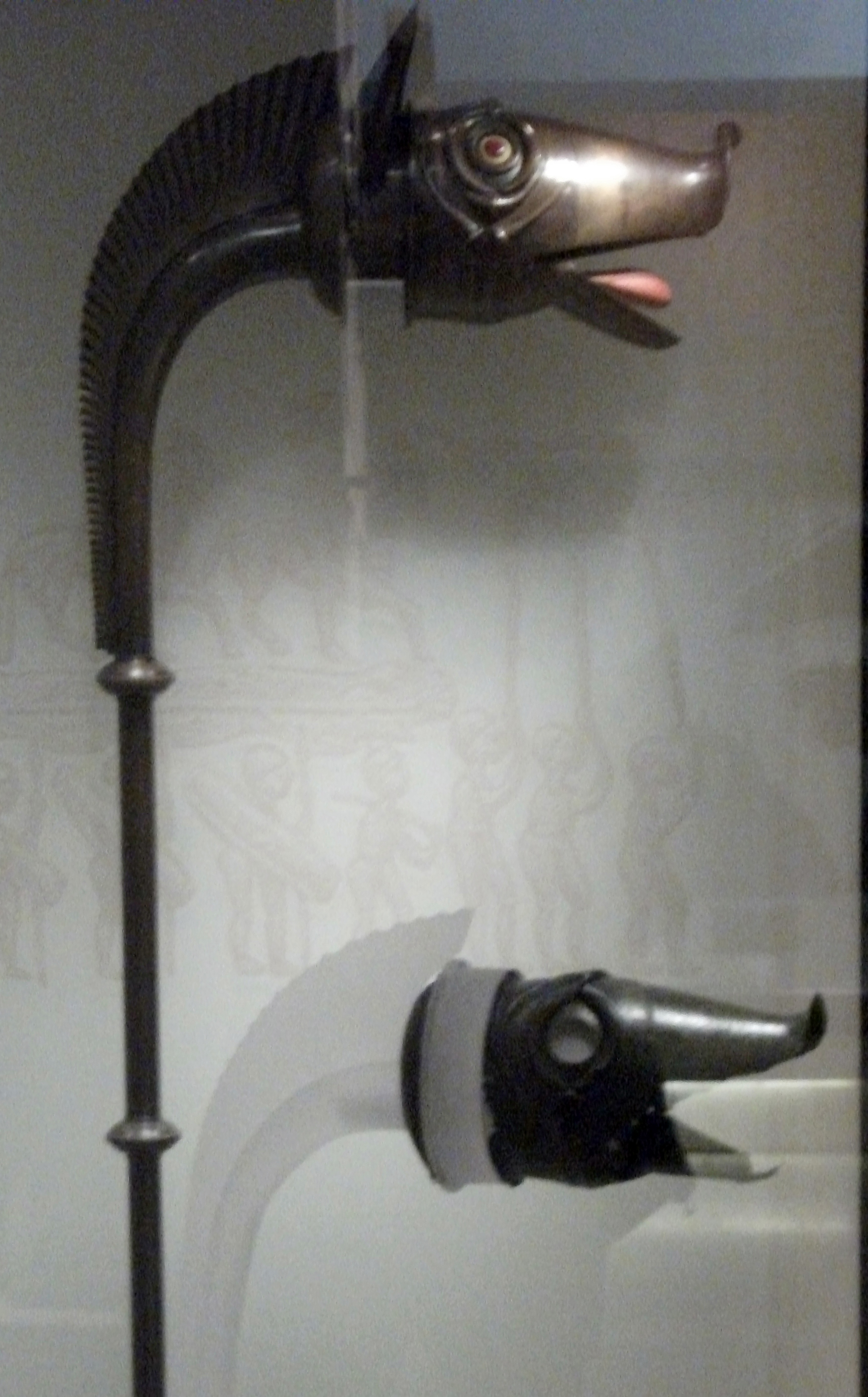